# Monique Javer
Monique Javer (née le 22 juillet 1967 à Burlingame, Californie, États-Unis) est une joueuse de tennis britannique, professionnelle du milieu des années 1980 à 2000.
Pendant sa carrière, elle a remporté un titre WTA en simple.

## Palmarès

### Titre en simple dames
| No | Date       | Nom et lieu du tournoi    | Catégorie | Dotation | Surface    | Finaliste    | Score    |          |
| -- | ---------- | ------------------------- | --------- | -------- | ---------- | ------------ | -------- | -------- |
| 1  | 18/04/1988 | Singapore Open, Singapour | Tier V    | 50 000 $ | Dur (ext.) | Leila Meskhi | 7-6, 6-3 | Parcours |

### Finale en simple dames
Aucune

## Parcours en Grand Chelem

### En simple dames
| Année | Open d'Australie | Open d'Australie   | Internationaux de France | Internationaux de France | Wimbledon       | Wimbledon         | US Open         | US Open         |
| 1987  | -                | -                  | -                        | -                        | -               | -                 | 1er tour (1/64) | Elise Burgin    |
| 1988  | 2e tour (1/32)   | Cammy MacGregor    | 1er tour (1/64)          | Radka Zrubáková          | 1er tour (1/64) | Silke Meier       | 1er tour (1/64) | Laxmi Poruri    |
| 1989  | 1er tour (1/64)  | Camille Benjamin   | -                        | -                        | 1er tour (1/64) | Helena Suková     | -               | -               |
| 1990  | -                | -                  | 2e tour (1/32)           | Laura Lapi               | 1er tour (1/64) | Eva Pfaff         | 2e tour (1/32)  | Silke Meier     |
| 1991  | 2e tour (1/32)   | Arantxa Sánchez    | 1er tour (1/64)          | Petra Thoren             | 1er tour (1/64) | Gabriela Sabatini | 1er tour (1/64) | Sandra Cecchini |
| 1992  | 1er tour (1/64)  | Mary Joe Fernández | 1er tour (1/64)          | Sandra Cecchini          | 1er tour (1/64) | Marianne Werdel   | 1er tour (1/64) | Stephanie Rehe  |
| 1993  | 2e tour (1/32)   | Conchita Martínez  | -                        | -                        | 2e tour (1/32)  | Nathalie Tauziat  | -               | -               |
| 1994  | -                | -                  | -                        | -                        | 1er tour (1/64) | Irina Spîrlea     | -               | -               |

À droite du résultat, l’ultime adversaire.

### En double dames
| Année | Open d'Australie              | Open d'Australie            | Internationaux de France | Internationaux de France | Wimbledon                     | Wimbledon                   | US Open | US Open |
| 1987  | -                             | -                           | -                        | -                        | 1er tour (1/32) Niurka Sodupe | Gretchen Rush Wendy White   | -       | -       |
| 1990  | -                             | -                           | -                        | -                        | 2e tour (1/16) Anne White     | Patty Fendick Zina Garrison | -       | -       |
| 1991  | 1er tour (1/32) L. Antonoplis | Sandy Collins T. Whitlinger | -                        | -                        | 2e tour (1/16) S. Smith       | L. Neiland N. Zvereva       | -       | -       |
| 1992  | -                             | -                           | -                        | -                        | 1er tour (1/32) Valda Lake    | D. Jones Tessa Price        | -       | -       |

Sous le résultat, la partenaire ; à droite, l’ultime équipe adverse.

### En double mixte
| Année | Open d'Australie | Open d'Australie | Internationaux de France | Internationaux de France | Wimbledon                   | Wimbledon                | US Open | US Open |
| 1993  | -                | -                | -                        | -                        | 2e tour (1/16) Chris Bailey | A. Coetzer Stefan Kruger | -       | -       |

Sous le résultat, le partenaire ; à droite, l’ultime équipe adverse.

## Parcours aux Jeux olympiques

### En simple dames
| # | Date       | Nom de l'olympiade      | Surface      | Résultat        | Ultime adversaire | Score          |          |
| - | ---------- | ----------------------- | ------------ | --------------- | ----------------- | -------------- | -------- |
| 1 | 28/07/1992 | Olympic Games Barcelone | Terre (ext.) | 1er tour (1/32) | Barbara Paulus    | 6-79, 6-4, 6-3 | Parcours |

## Parcours en Coupe de la Fédération
| #                                                                                   | Date       | Lieu       | Surface      | Gagnante(s)     | Perdante(s)      | Score          |          |
|                                                                                     |            |            |              |                 |                  |                |          |
| 1990 - 1er tour (groupe mondial) - République dominicaine - Grande-Bretagne - 0 : 3 |            |            |              |                 |                  |                |          |
| 1                                                                                   | 23/07/1990 | Atlanta    | Dur (ext.)   | Monique Javer   | Joelle Schad     | 6-2, 6-3       | Parcours |
|                                                                                     |            |            |              |                 |                  |                |          |
| 1990 - 2e tour (groupe mondial) - Grande-Bretagne - Italie - 2 : 1                  |            |            |              |                 |                  |                |          |
| 2                                                                                   | 23/07/1990 | Atlanta    | Dur (ext.)   | Laura Golarsa   | Monique Javer    | 6-2, 6-2       | Parcours |
|                                                                                     |            |            |              |                 |                  |                |          |
| 1991 - 1er tour (groupe mondial) - Grande-Bretagne - Nouvelle-Zélande - 2 : 0       |            |            |              |                 |                  |                |          |
| 3                                                                                   | 23/07/1991 | Nottingham |              | Monique Javer   | Belinda Cordwell | 6-3, 6-1       | Parcours |
|                                                                                     |            |            |              |                 |                  |                |          |
| 1991 - 2e tour (groupe mondial) - Grande-Bretagne - Italie - 0 : 2                  |            |            |              |                 |                  |                |          |
| 4                                                                                   | 24/07/1991 | Nottingham |              | Raffaella Reggi | Monique Javer    | 2-6, 7-64, 9-7 | Parcours |
|                                                                                     |            |            |              |                 |                  |                |          |
| 1992 - 1er tour (groupe mondial) - Grande-Bretagne - États-Unis - 0 : 3             |            |            |              |                 |                  |                |          |
| 5                                                                                   | 13/07/1992 | Francfort  | Terre (ext.) | Gigi Fernández  | Monique Javer    | 6-4, 6-1       | Parcours |

## Classements WTA en fin de saison

### En simple
| Année | 1985 | 1986 | 1987 | 1988 | 1989 | 1990 | 1991 | 1992 | 1993 | 1994 | 1995 | 1996 | 1997 | 1998 | 1999 | 2000 |
| Rang  | 353  | 168  | 159  | 73   | 111  | 104  | 112  | 72   | 180  | 332  | 627  | 779  | 711  | 662  | 803  | 749  |

Source : (en) « Classements de Monique Javer », sur le site officiel du WTA Tour

### En double
| Année | 1990 | 1991 | 1992 |
| Rang  | 191  | 375  | 679  |

Source : (en) « Classements de Monique Javer », sur le site officiel du WTA Tour